# Bice Vanzetta
Bice Vanzetta (Cavalese, 7 marzo 1961) è un'ex fondista italiana.
È sorella di Giorgio, a sua volta fondista di alto livello.

## Biografia
In Coppa del Mondo ha conseguito il primo risultato di rilievo il 18 gennaio 1986 nella 20 km a tecnica libera di Nové Město na Moravě (14ª) e ha ottenuto il suo miglior piazzamento individuale, un ottavo posto, nella 10 km a tecnica libera di Cogne del 16 gennaio 1993.
In carriera ha preso parte a tre edizioni dei Giochi olimpici invernali, Calgary 1988 (17ª nella 10 km), Albertville 1992 (28ª nella 5 km, non conclude la 15 km, 20ª nell'inseguimento, 3ª in staffetta) e Lillehammer 1994 (19ª nella 5 km, 34ª nell'inseguimento, 3ª nella staffetta) e a tre dei Campionati mondiali, vincendo due medaglie (entrambe in staffetta; a livello individuale il suo miglior risultato è stato il dodicesimo posto a Val di Fiemme nel 1991 nella 5 km a tecnica classica).
Tutte le sue medaglie olimpiche e iridate sono state conquistate nella staffetta 4x5 km in squadra con Manuela Di Centa, Gabriella Paruzzi e Stefania Belmondo; nel 1991 marcarono il tempo totale di 56:22,5, nel 1992 di 1:00:25,9, nel 1993 di 54:35,1 e nel 1994 di 56:53,5.

## Palmarès

### Olimpiadi
- 2 medaglie:
  - 2 bronzi (staffetta[2] ad Albertville 1992; staffetta[2] a Lillehammer 1994)

### Mondiali
- 2 medaglie:
  - 2 argenti (staffetta[2] a Val di Fiemme 1991; staffetta[2] a Falun 1993)

### Coppa del Mondo
- Miglior piazzamento in classifica generale: 24ª nel 1993